# Трёстау
Трёстау (нем. Tröstau) — община в Германии, в земле Бавария.
Подчиняется административному округу Верхняя Франкония. Входит в состав района Вунзидель-им-Фихтельгебирге.  Население составляет 2519 человек (на 31 декабря 2010 года). Занимает площадь 19,28 км².Трёстау признан официально в Германии курортным местом, с 600 местами для отдыхающих.

## География
Трёстау расположен на плоскогорье южно-западной границы Фихтеля. Община разделена на следующие части: Фаренбах, Фуртхаммер, Кюльгрюн, Леопольдсдороф, Леопольдсдорферхаммер, Ноенхаммер, Зехаус, Фордороф, Фордорфермюлле, Фирст, Ваффенхаммер и Трёстау.

## Население
По оценке на 31 декабря 2015 года население общины Трёстау составляет 2352 чел. 

| Дата      | 1840 | 1871 | 1900 | 1925 | 1939 | 1950 | 1961 | 1970 | 1987 | 2011 |
| --------- | ---- | ---- | ---- | ---- | ---- | ---- | ---- | ---- | ---- | ---- |
| Население | 1334 | 1581 | 1621 | 1782 | 1876 | 2560 | 2484 | 2625 | 2452 | 2486 |

| Год       | 1960 | 1970 | 1980 | 1990 | 2000 | 2009 | 2010 | 2011 | 2012 | 2013 | 2014 | 2015 |
| --------- | ---- | ---- | ---- | ---- | ---- | ---- | ---- | ---- | ---- | ---- | ---- | ---- |
| Население | 2458 | 2644 | 2513 | 2516 | 2747 | 2522 | 2519 | 2455 | 2427 | 2407 | 2353 | 2352 |

## Герб
Неровной линией, символизирующей двугорбую гору (Косайна), герб разделен на черную и серебряную части. В нижней, серебряной части расположены две развернутые медвежьи лапы с красными когтями, в лапах - красные винкель и молоток.

## История
Впервые название Дрозен (=Трёстау) упоминается в 1314 году. Трёстау было частью гогенцоллерного княжества Байройт, с 1795 года относящегося к Пруссии. После заключения Тильзитского мира территория перешла в 1807 году во владения Франции . В 1810 году вместе с княжеством Байройт Трёстау передается  королевству Баварии. После проведенной в 1818 году в Баварии административной реформы, Трёстау становится самостоятельной общиной.  В 1954 году к Трёстау присоединяется восточная часть Фаренбаха, относящегося ранее к общине Нагель (Фихтель), в  1978 году община Фордорф также становится частью Трёстау.

## Политика

### Местный совет
- ХСС: 4
- СДПГ: 8
- Свободный выборный союз Трёстау: 3

### Глава
- Хайнц Мартини (СДПГ)

## Культура и достопримечательности

### Архитектура
К достопримечательным архитектурным сооружениям Трёстау относится замок Хаммерхерен, расположенный в восточной части Леопольдсдорф.  В настоящее время проводится санирование в доме с аркой, относящемуся к замку. Следующими шагами по реставрации для привлечения туристов станет восстановление исторических парков XIX столетия, а также озер и строений, окружающих замок.

### Другие достопримечательности
Интересными достопримечательностями являются горная система Косайна, перед которой открывается превосходный блик на большую часть гор Фихтель, Лабиринт Фельзен в замке Луизы, расположенного недалеко от Вунзиделя, а также тропа особых ощущений, ведущая через лес, вдоль лесного озера.

### Мероприятия
В Трёстау организуются ежегодный Праздник пожарных "Хайсфест", Праздник на аэродроме летного спортклуба  Шёнбрун. А также регулярно проводится бал в Зибенштерн в Трёстау.

## Экономика и Инфраструктура

### Транспорт
Населенный пункт привязан к государственной дороге 303, которая является наиважнейшим путём сообщения в  Верхней Франконии. 
Кроме того через место проходят круговые дороги, ведущие на Нагель и Вайсенштадт. Ранее здесь проходила железнодорожная линия "Холенбрун - Леопольдсдорф", которая на сегодняшний день частично приспособлена к велосипедной трассе.

## Публичные учреждения
На территории общины расположены лютеранская и римско-католическая церковь.

### Образование
К образовательным учреждениям относятся начальная и средняя общеобразовательная школа Трёстау/Нагель, пятый и шестой класс которой ведутся в Нагель.